# Gangeskanal

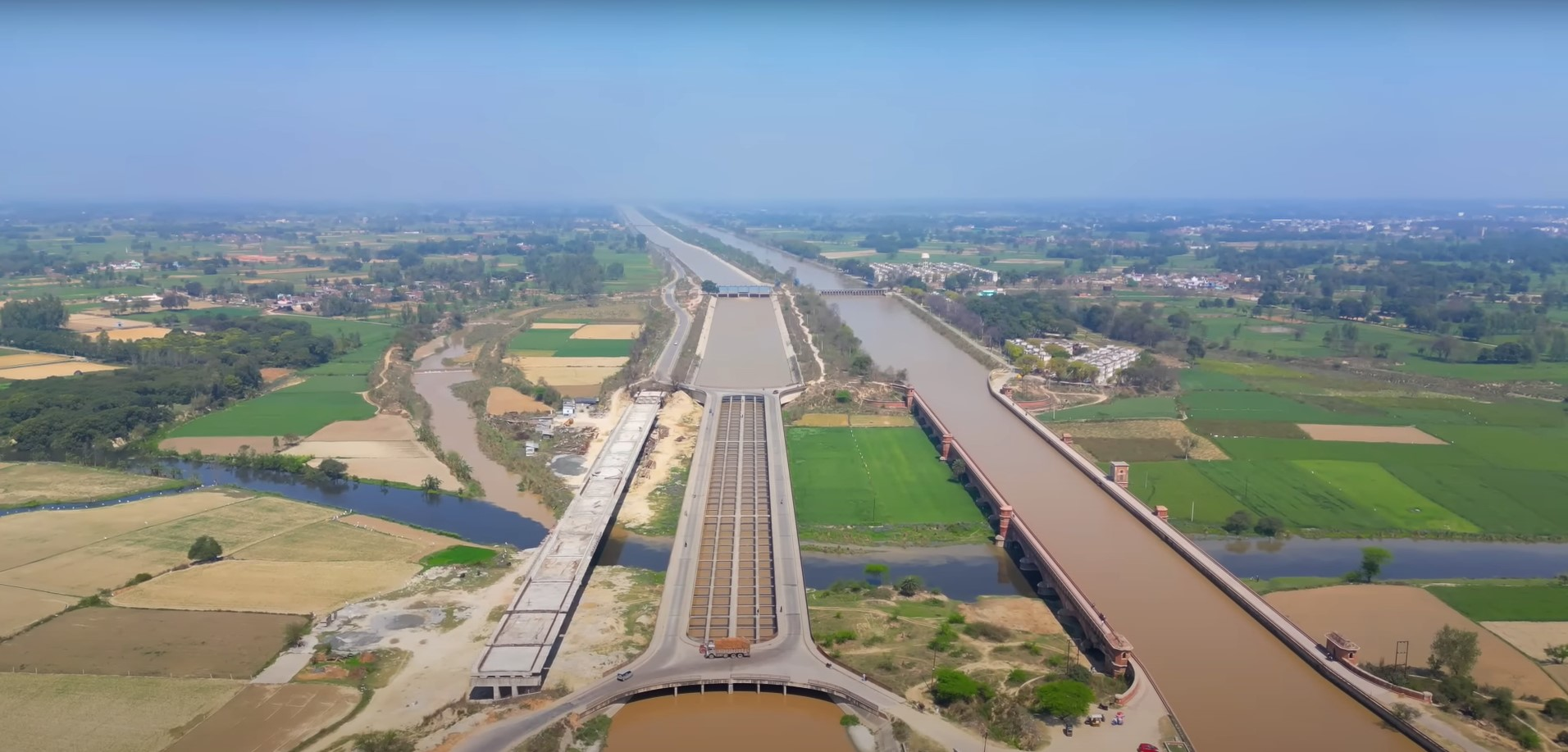
Solani Aquaduct – Gangeskanal

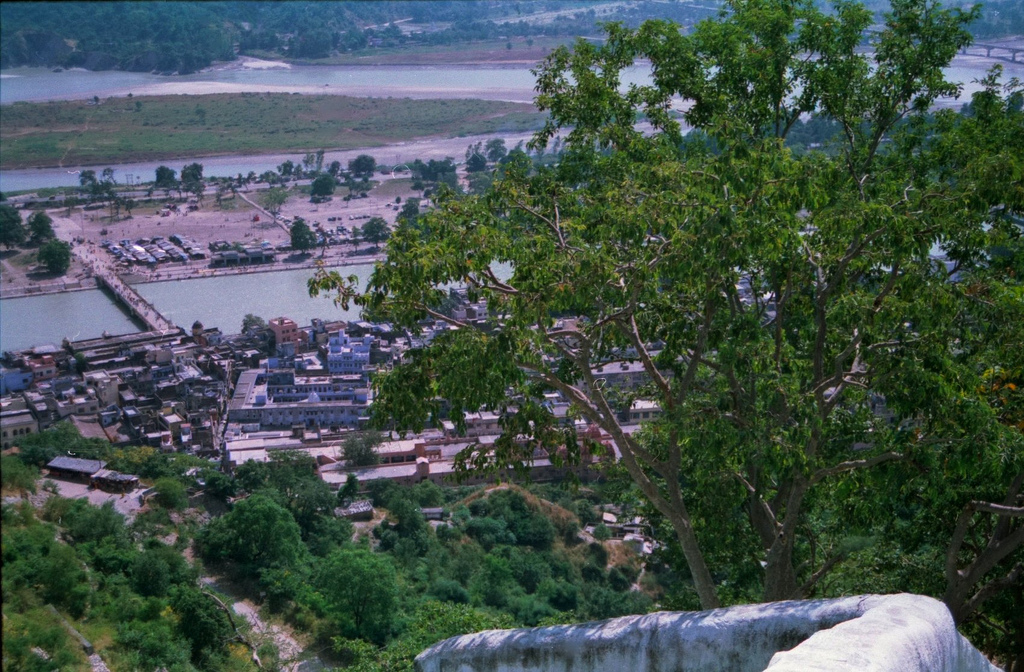
Gangeskanal und Ganges bei Haridwar

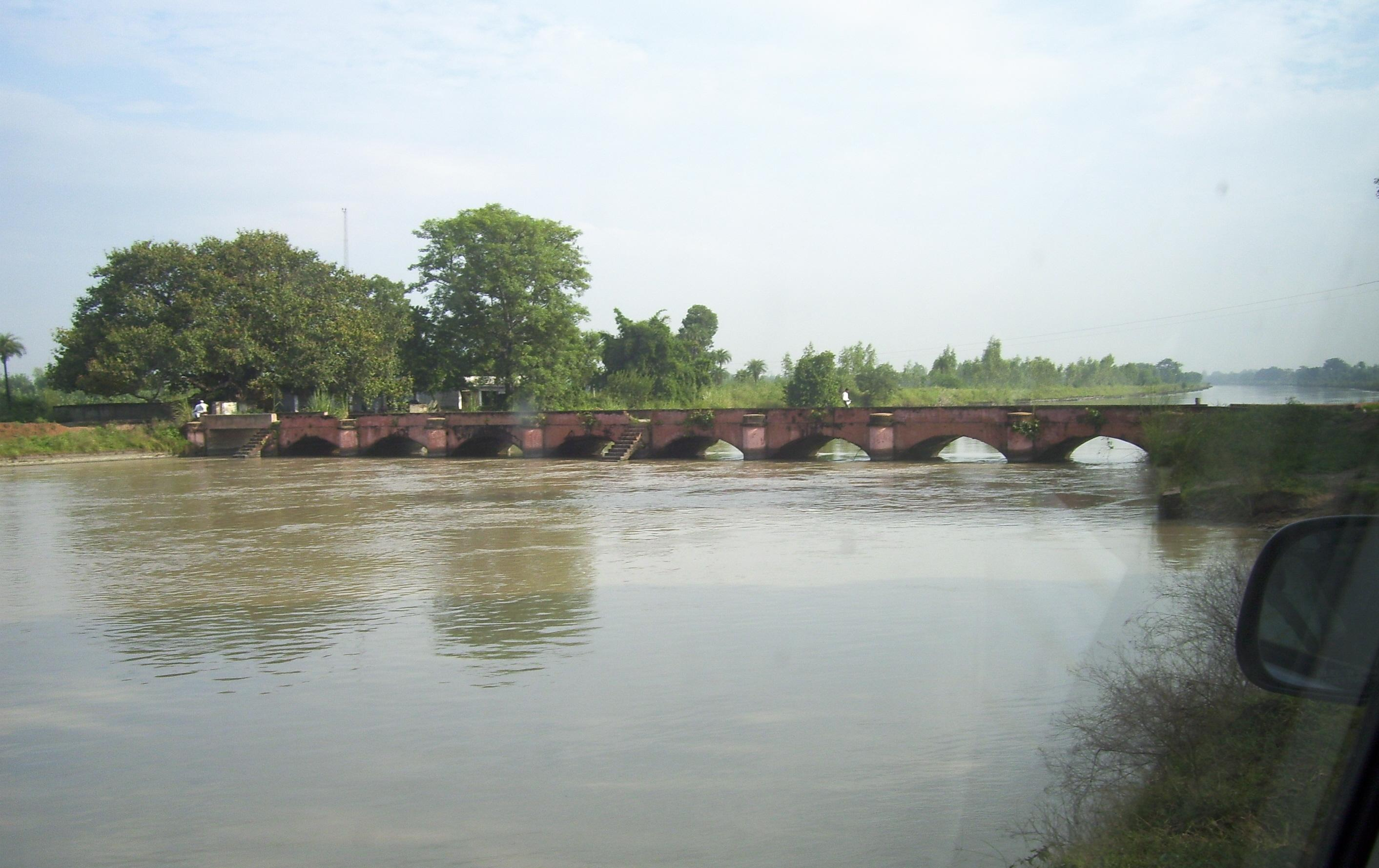
Brücke über den Gangeskanal

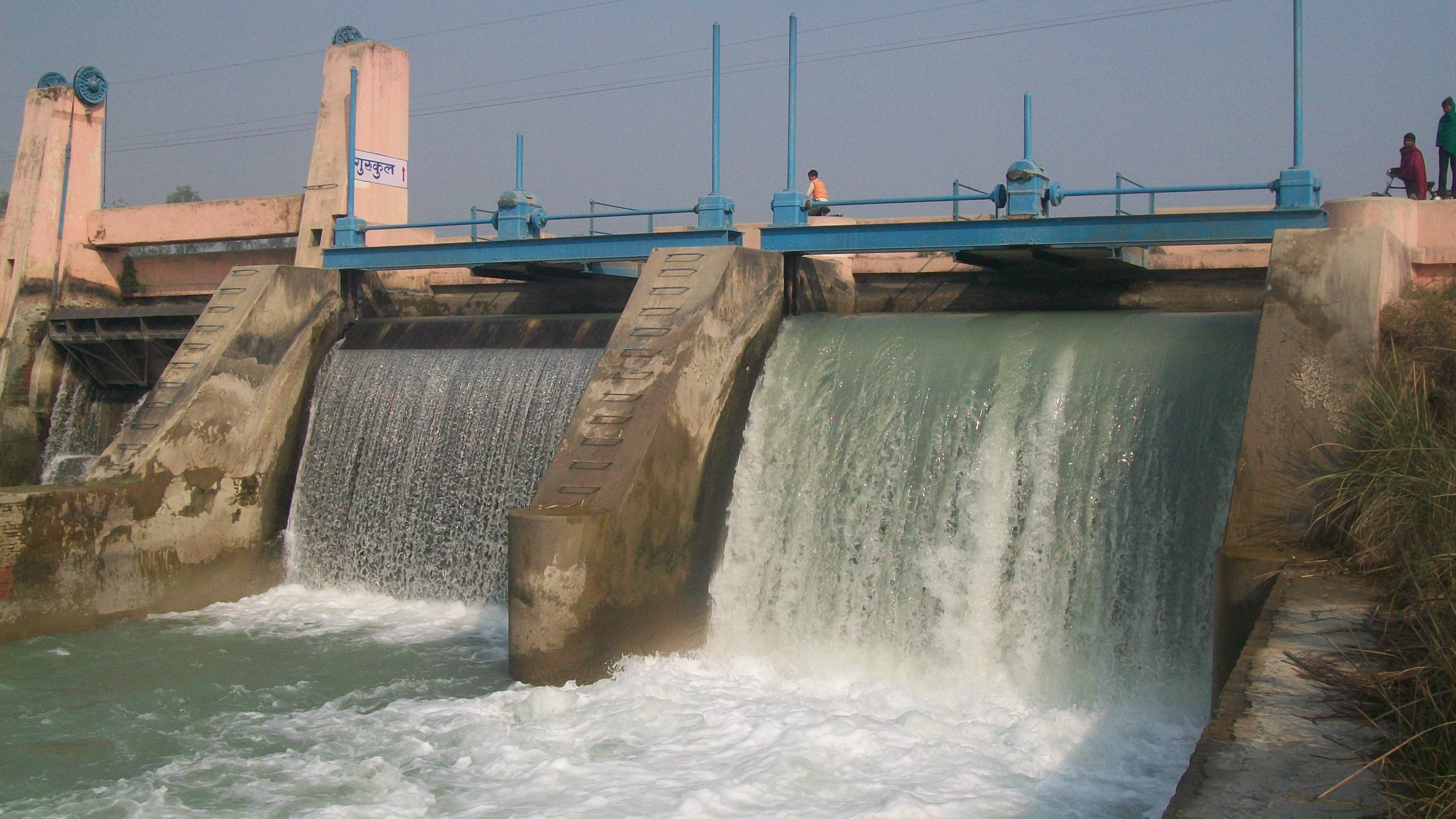
Kraftwerk im Gangeskanal

Der ca. 560 km lange Gangeskanal ist ein von den Briten in der Mitte des 19. Jahrhunderts geplantes und durchgeführtes Wasserbauprojekt im Norden Indiens. Er dient zur Wasserregulierung und Bewässerung großer Teile der fruchtbaren Doab-Region zwischen den Flüssen Ganges und Yamuna.

## Verlauf
Der Gangeskanal beginnt in Haridwar im Bundesstaat Uttarakhand, fließt zunächst südwestlich in Richtung Roorkee, später dann südlich und südöstlich bis Aligarh; dort verzweigt er sich in zwei Hauptstränge nach Etawah bzw. Kanpur, wo er in die Yamuna bzw. in den Ganges mündet. Mit seinen Nebenkanälen bildet er ein eigenes, kaum überschaubares Netz von Wasserläufen.

## Baugeschichte
In den Jahren 1837/8 grassierte infolge von Überschwemmungen und anschließenden Dürreperioden eine große Hungersnot in den zahlreichen Dörfern des Doab. Im Jahr 1840 trug Proby Thomas Cautley, ein seit 1819 in Indien lebender englischer Ingenieur der British East India Company erstmals seine Pläne zum Bau eines Kanals für den nördlichen Bereich des Doab vor (Upper Ganges Canal). Nach Klärung vieler Streitfragen wurde bereits im April 1842 mit den Arbeiten für einen aus Ziegelsteinen gemauerten Kanal begonnen; Steine und Kalkmörtel wurden jeweils in den entsprechenden Bauabschnitten mit Hilfe von Ringöfen oder transportablen Brennöfen aus Eisen hergestellt. Beim Bau mussten zahlreiche, in der Monsunzeit stark anschwellende Bäche oder aber Geländegefälle mit Aquäduktbrücken überquert werden (die größte und längste befindet sich bei Roorkee); letztendlich machten die Kosten für diese Nebenbauwerke ca. ein Viertel der gesamten Bausumme aus. Im Jahr 1854 wurde der ca. 400 km lange nördliche Teil des Kanals schließlich eröffnet.
Die beiden Arme des südlichen Teils (Lower Ganges Canal) und weitere Seitenkanäle wurden in den 1880er Jahren angeschlossen; im 20. Jahrhundert wurden kleinere Kraftwerke zur Stromerzeugung integriert. Die Gesamtlänge des Hauptkanals beträgt nunmehr ca. 560 km, die der Seitenkanäle beläuft sich auf nochmals ca. 490 km. Insgesamt können somit ca. 3100 km² fruchtbares Land in über 5000 Dörfern bewässert werden.

## Sonstiges
Großer Widerstand gegen den Kanalbau kam von den Brahmanen der heiligen Stadt Haridwar, die sich vehement gegen eine Kanalisierung des heiligen Flusses Ganges wehrten. Sie konnten jedoch überzeugt werden, dass der Fluss auch weiterhin ungehindert fließen würde; außerdem wurden an seinen Ufern zahlreiche Treppen (Ghats) für Pilger erbaut. Während des Baus kam es auch zu Streiks der beteiligten Arbeiter. Die Einweihung im Jahr 1854 erfolgte schließlich mit einer Feier zu Ehren des Hindu-Gottes Ganesh, dem Gott für gutes Gelingen.